# Dallas Americans
Dallas Americans is een voormalige Amerikaanse voetbalclub uit Dallas, Texas. De club werd opgericht in 1983 en opgeheven in 1985. De club speelde één seizoen in de American Soccer League en twee seizoenen in de United Soccer League. In 1983 werd de eerste plaats in de reguliere competitie gehaald.